# Le Nouvion-en-Thiérache

Le Nouvion-en-Thiérache este o comună în departamentul Aisne din nordul Franței. În 1 ianuarie 2022 avea o populație de 2.479 de locuitori.